# José Henrique
José Henrique, właśc. José Henrique Rodrigues Marques (ur. 18 maja 1943 w Seixal) – piłkarz portugalski grający na pozycji bramkarza. W swojej karierze rozegrał 15 meczów w reprezentacji Portugalii.

## Kariera klubowa
Swoją karierę piłkarską José Henrique rozpoczął w klubie Amora FC. Zadebiutował w nim w 1961 roku i grał w nim do 1964 roku. Wtedy też odszedł do klubu Seixal FC, w którym zaliczył debiut w pierwszej lidze portugalskiej. Z kolei w sezonie 1965/1966 występował w klubie Atlético CP z Lizbony.
W 1966 roku José Henrique przeszedł do Benfiki. W sezonie 1967/1968 stał się jej podstawowym bramkarzem. W Benfice występował do końca sezonu 1978/1979. Wraz z Benfiką wywalczył dziewięć tytułów mistrza Portugalii w sezonach 1966/1967, 1967/1968, 1968/1969, 1970/1971, 1971/1972, 1972/1973, 1974/1975, 1975/1976 i 1976/1977. Zdobył też trzy Puchary Portugalii w sezonach 1968/1969, 1969/1970 i 1971/1972. Wystąpił także w przegranym 1:4 po dogrywce finale Pucharu Europy z Manchesterem United w sezonie 1967/1968.
W 1979 roku José Henrique został zawodnikiem Nacionalu Funchal, w którym spędził dwa sezony. Natomiast w sezonie 1982/1982 grał w SC Covilhã, w którym zakończył swoją karierę.
| Sezon   | Klub             | Kraj       | Rozgrywki       | Mecze | Bramki |
| ------- | ---------------- | ---------- | --------------- | ----- | ------ |
| 1961/62 | Amora FC         | Portugalia | Segunda Divisão | ?     | ?      |
| 1962/63 | Amora FC         | Portugalia | Segunda Divisão | ?     | ?      |
| 1963/64 | Amora FC         | Portugalia | Segunda Divisão | ?     | ?      |
| 1964/65 | Seixal FC        | Portugalia | Primeira Liga   | 13    | 0      |
| 1965/66 | Atlético CP      | Portugalia | Segunda Liga    | ?     | ?      |
| 1966/67 | SL Benfica       | Portugalia | Primeira Liga   | 0     | 0      |
| 1967/68 | SL Benfica       | Portugalia | Primeira Liga   | 26    | 0      |
| 1968/69 | SL Benfica       | Portugalia | Primeira Liga   | 24    | 0      |
| 1969/70 | SL Benfica       | Portugalia | Primeira Liga   | 20    | 0      |
| 1970/71 | SL Benfica       | Portugalia | Primeira Liga   | 26    | 0      |
| 1971/72 | SL Benfica       | Portugalia | Primeira Liga   | 30    | 0      |
| 1972/73 | SL Benfica       | Portugalia | Primeira Liga   | 30    | 0      |
| 1973/74 | SL Benfica       | Portugalia | Primeira Liga   | 22    | 0      |
| 1974/75 | SL Benfica       | Portugalia | Primeira Liga   | 16    | 0      |
| 1975/76 | SL Benfica       | Portugalia | Primeira Liga   | 17    | 0      |
| 1976/77 | SL Benfica       | Portugalia | Primeira Liga   | 3     | 0      |
| 1977/78 | SL Benfica       | Portugalia | Primeira Liga   | 0     | 0      |
| 1978/79 | SL Benfica       | Portugalia | Primeira Liga   | 3     | 0      |
| 1979/80 | Nacional Funchal | Portugalia | Primeira Liga   | 30    | 0      |
| 1980/81 | Nacional Funchal | Portugalia | Primeira Liga   | 20    | 0      |
| 1981/82 | SC Covilhã       | Portugalia | Segunda Liga    | ?     | ?      |

## Kariera reprezentacyjna
W reprezentacji Portugalii José Henrique zadebiutował 10 grudnia 1969 roku w przegranym 0:1 towarzyskim meczu z Anglią, rozegranym w Londynie. W swojej karierze grał w eliminacjach do MŚ 1974. Od 1969 do 1973 roku rozegrał w kadrze narodowej 15 spotkań.